# 探偵オブマイハート
『探偵オブマイハート』（たんていオブマイハート）は、京都放送、サンテレビとテレビ神奈川によって共同制作された産学協同ドラマ第3弾。2005年10月から12月に放映され、2006年3月25日には番組ホームページでDVDがインターネット限定発売された。
今回も前作に引き続き大阪芸術大学の学生が物語の主要人物を演じている。12話と13話（最終話）には前作『ヒナの魂』の主人公である青池成美も登場している。

## 登場人物
- 岬千歳：大西麻美
- 紀伊国祭：谷口貴英
- 南場光一郎：坪井彰宏
- 花守ありさ：仙福愛
- 林田シュン：山本匠馬